# 1991 en els vols espacials
Aquest article és una llista d'esdeveniments de vols espacials relacionats que es van produir el 1991.

## Llançaments
Això és una llista de vols espacials llançats el 1991.
| Data i Hora (UTC)            | Coet                             | Zona                         | LSP                                     | Càrrege                    | Operador                                    | Òrbita                    | Funció                                   | Deteriorament (UTC)           | Resultat                    | Comentaris |
| ---------------------------- | -------------------------------- | ---------------------------- | --------------------------------------- | -------------------------- | ------------------------------------------- | ------------------------- | ---------------------------------------- | ----------------------------- | --------------------------- | --- |
| 8 de gener, 00:53:01 UTC     | Delta II (7925)                  | LC-17B, Cape Canaveral       | McDonnell Douglas                       | NATO-4A                    | NATO                                        | GEO                       | Comsat                                   | Encara en òrbita              | Reeixit fins ara            | |
| 14 de gener, 14:50:27 UTC    | Soiuz-U2                         | LC-1/5, Baikonur             | RVSN                                    | Progress M-6               | MOM                                         | LEO, acoblat a la Mir     | Re-abastiment de la Mir                  | 15 de març 1991               | Reeixit                     | |
| 15 de gener, 23:10:49 UTC    | Ariane 4 (44L)                   | ELA-2, CSG                   | Arianespace                             | Italsat 1                  | ASI                                         | GSO                       | Comsat                                   | Encara en òrbita              | Reeixit fins ara            | |
| 15 de gener, 23:10:49 UTC    | Ariane 4 (44L)                   | ELA-2, CSG                   | Arianespace                             | Eutelsat 2F2               | Eutelsat                                    | GSO                       | Comsat                                   | Encara en òrbita              | Reeixit fins ara            | |
| 17 de gener, 10:30 UTC       | Soiuz-U                          | LC-16/2, Plesetsk            | RVSN                                    | Kosmos 2121 (Zenit-8)      | MOM                                         | LEO                       | Satèl·lit de reconeixement               | 10 de febrer 1991             | Reeixit                     | |
| 17 de gener                  | Al Hussein                       | Iraq                         | IQAF                                    | Ogiva explosiva            | IQAF                                        | Suborbital                | Atac a Israel                            | 17 de gener 1991              | Reeixit                     | Apogeu: 100 km |
| 18 de gener, 11:34 UTC       | Tsyklon-2                        | Baikonur                     | RVSN                                    | Kosmos 2122 (US-P)         | MO SSSR                                     | LEO                       | Reconeixement naval                      | 28 de març 1993               | Reeixit                     | |
| 19 de gener                  | Al Hussein                       | Iraq                         | IQAF                                    | Ogiva explosiva            | IQAF                                        | Suborbital                | Atac a Israel                            | 19 de gener 1991              | Reeixit                     | Apogeu: 100 km |
| 19 de gener                  | Al Hussein                       | Iraq                         | IQAF                                    | Ogiva explosiva            | IQAF                                        | Suborbital                | Atac a Israel                            | 19 de gener 1991              | Reeixit                     | Apogeu: 100 km |
| 19 de gener                  | Al Hussein                       | Iraq                         | IQAF                                    | Ogiva explosiva            | IQAF                                        | Suborbital                | Atac a Israel                            | 19 de gener 1991              | Reeixit                     | Apogeu: 100 km |
| 20 de gener, 18:43 UTC       | Al Hussein                       | Iraq                         | IQAF                                    | Ogiva explosiva            | IQAF                                        | Suborbital                | Atac a Dhahran                           | 20 de gener 1991              | Reeixit                     | Apogeu: 100 km |
| 20 de gener, 18:43 UTC       | Al Hussein                       | Iraq                         | IQAF                                    | Ogiva explosiva            | IQAF                                        | Suborbital                | Atac a Dhahran                           | 20 de gener 1991              | Reeixit                     | Apogeu: 100 km |
| 21 de gener, 08:29 UTC       | Al Hussein                       | Iraq                         | IQAF                                    | Ogiva explosiva            | IQAF                                        | Suborbital                | Atac a Dhahran                           | 21 de gener 1991              | Reeixit                     | Apogeu: 100 km |
| 21 de gener, 08:29 UTC       | Al Hussein                       | Iraq                         | IQAF                                    | Ogiva explosiva            | IQAF                                        | Suborbital                | Atac a Dhahran                           | 21 de gener 1991              | Reeixit                     | Apogeu: 100 km |
| 21 de gener, 09:42 UTC       | Al Hussein                       | Iraq                         | IQAF                                    | Ogiva explosiva            | IQAF                                        | Suborbital                | Atac a Riad                              | 21 de gener 1991              | Reeixit                     | Apogeu: 100 km |
| 21 de gener, 09:42 UTC       | Al Hussein                       | Iraq                         | IQAF                                    | Ogiva explosiva            | IQAF                                        | Suborbital                | Atac a Riad                              | 21 de gener 1991              | Reeixit                     | Apogeu: 100 km |
| 21 de gener, 09:42 UTC       | Al Hussein                       | Iraq                         | IQAF                                    | Ogiva explosiva            | IQAF                                        | Suborbital                | Atac a Riad                              | 21 de gener 1991              | Reeixit                     | Apogeu: 100 km |
| 21 de gener, 09:42 UTC       | Al Hussein                       | Iraq                         | IQAF                                    | Ogiva explosiva            | IQAF                                        | Suborbital                | Atac a Riad                              | 21 de gener 1991              | Reeixit                     | Apogeu: 100 km |
| 21 de gener, 19:18 UTC       | Al Hussein                       | Iraq                         | IQAF                                    | Ogiva explosiva            | IQAF                                        | Suborbital                | Atac a Al Jubayl                         | 21 de gener 1991              | Reeixit                     | Apogeu: 100 km |
| 22 de gener, 00:41 UTC       | Al Hussein                       | Iraq                         | IQAF                                    | Ogiva explosiva            | IQAF                                        | Suborbital                | Atac a Riad                              | 22 de gener 1991              | Reeixit                     | Apogeu: 100 km Dirigit a la base aèria, interceptat pel Patriot ABM, l'ogiva va caure en un veïnat civil.                                    |
| 22 de gener, 00:41 UTC       | Al Hussein                       | Iraq                         | IQAF                                    | Ogiva explosiva            | IQAF                                        | Suborbital                | Atac a Riad                              | 22 de gener 1991              | Reeixit                     | Apogeu: 100 km |
| 22 de gener, 00:41 UTC       | Al Hussein                       | Iraq                         | IQAF                                    | Ogiva explosiva            | IQAF                                        | Suborbital                | Atac a Riad                              | 22 de gener 1991              | Reeixit                     | Apogeu: 100 km |
| 22 de gener, 04:10 UTC       | Al Hussein                       | Iraq                         | IQAF                                    | Ogiva explosiva            | IQAF                                        | Suborbital                | Atac a Dhahran                           | 22 de gener 1991              | Reeixit                     | Apogeu: 100 km Dirigit a la base de Força Aèria dels Estats Units d'Amèrica. Interceptat pel Patriot ABM, però encara va afectar l'objectiu. |
| 22 de gener, 04:10 UTC       | Al Hussein                       | Iraq                         | IQAF                                    | Ogiva explosiva            | IQAF                                        | Suborbital                | Atac a Dhahran                           | 22 de gener 1991              | Reeixit                     | Apogeu: 100 km |
| 22 de gener, 04:10 UTC       | Al Hussein                       | Iraq                         | IQAF                                    | Ogiva explosiva            | IQAF                                        | Suborbital                | Atac a Dhahran                           | 22 de gener 1991              | Reeixit                     | Apogeu: 100 km |
| 22 de gener                  | Al Hussein                       | Iraq                         | IQAF                                    | Ogiva explosiva            | IQAF                                        | Suborbital                | Atac a Israel                            | 22 de gener 1991              | Reeixit                     | Apogeu: 100 km |
| 22 de gener                  | Zhinui                           | Haikou                       | CALT                                    |                            | CALT                                        | Suborbital                | Vol de proves                            | 22 de gener 1991              | Reeixit                     | Apogeu: 120 km |
| 23 de gener, 19:54 UTC       | Al Hussein                       | Iraq                         | IQAF                                    | Ogiva explosiva            | IQAF                                        | Suborbital                | Atac a Dhahran                           | 23 de gener 1991              | Reeixit                     | Apogeu: 100 km |
| 23 de gener, 19:54 UTC       | Al Hussein                       | Iraq                         | IQAF                                    | Ogiva explosiva            | IQAF                                        | Suborbital                | Atac a Dhahran                           | 23 de gener 1991              | Reeixit                     | Apogeu: 100 km |
| 23 de gener, 19:54 UTC       | Al Hussein                       | Iraq                         | IQAF                                    | Ogiva explosiva            | IQAF                                        | Suborbital                | Atac a Riad                              | 23 de gener 1991              | Reeixit                     | Apogeu: 100 km |
| 23 de gener, 19:54 UTC       | Al Hussein                       | Iraq                         | IQAF                                    | Ogiva explosiva            | IQAF                                        | Suborbital                | Atac a Riad                              | 23 de gener 1991              | Reeixit                     | Apogeu: 100 km |
| 23 de gener, 19:54 UTC       | Al Hussein                       | Iraq                         | IQAF                                    | Ogiva explosiva            | IQAF                                        | Suborbital                | Atac a Israel                            | 23 de gener 1991              | Reeixit                     | Apogeu: 100 km |
| 25 de gener, 19:23 UTC       | Al Hussein                       | Iraq                         | IQAF                                    | Ogiva explosiva            | IQAF                                        | Suborbital                | Atac a Riad                              | 25 de gener 1991              | Reeixit                     | Apogeu: 100 km Dirigit a la seu de la Coalició, interceptat pel Patriot ABM, va afectar el Departament d'Interior Saudita.                   |
| 25 de gener, 19:23 UTC       | Al Hussein                       | Iraq                         | IQAF                                    | Ogiva explosiva            | IQAF                                        | Suborbital                | Atac a Riad                              | 25 de gener 1991              | Reeixit                     | Apogeu: 100 km |
| 25 de gener                  | Al Hussein                       | Iraq                         | IQAF                                    | Ogiva explosiva            | IQAF                                        | Suborbital                | Atac a Israel                            | 25 de gener 1991              | Reeixit                     | Apogeu: 100 km |
| 26 de gener, 00:28 UTC       | Al Hussein                       | Iraq                         | IQAF                                    | Ogiva explosiva            | IQAF                                        | Suborbital                | Atac a Dhahran                           | 26 de gener 1991              | Reeixit                     | Apogeu: 100 km |
| 26 de gener, 06:25 UTC       | Black Brant IX                   | LC-36, White Sands           | NASA                                    |                            | NASA/JHU                                    | Suborbital                | Astronomia ultraviolada                  | 26 de gener 1991              | Reeixit                     | Apogeu: 300 km |
| 26 de gener, 19:46 UTC       | Al Hussein                       | Iraq                         | IQAF                                    | Ogiva explosiva            | IQAF                                        | Suborbital                | Atac a Riad                              | 26 de gener 1991              | Reeixit                     | Apogeu: 100 km |
| 26 de gener                  | Al Hussein                       | Iraq                         | IQAF                                    | Ogiva explosiva            | IQAF                                        | Suborbital                | Atac a Israel                            | 26 de gener 1991              | Reeixit                     | Apogeu: 100 km |
| 28 de gener, 17:55 UTC       | Al Hussein                       | Iraq                         | IQAF                                    | Ogiva explosiva            | IQAF                                        | Suborbital                | Atac a Riad                              | 28 de gener 1991              | Reeixit                     | Apogeu: 100 km Dirigit a centre de la ciutat de Riad, interceptat pel Patriot ABM, les restes van danyar una granja.                         |
| 28 de gener, 18:24:24 UTC    | ERIS                             | Meck Island, Kwajalein Atoll | Força Aèria dels Estats Units d'Amèrica | ERIS                       | Força Aèria dels Estats Units d'Amèrica     | Suborbital                | Prova d'interceptor                      | 28 de gener 1991              | Reeixit                     | Apogeu: 270 km Interceptat pel coet Aries |
| 28 de gener, 18:03:00 UTC    | Minuteman IB                     | LF-03, Vandenberg AFB        | Força Aèria dels Estats Units d'Amèrica |                            | Força Aèria dels Estats Units d'Amèrica     | Suborbital                | Objectiu                                 | 28 de gener 1991              | Reeixit                     | Apogeu: 1300 km |
| 29 de gener, 11:59:58 UTC    | Kosmos-3M                        | LC-133/3, Plesetsk           | RVSN                                    | Informator-1               | MO SSSR                                     | LEO                       | Comsat                                   | Encara en òrbita              | Reeixit fins ara            | |
| 2 de febrer, 21:41 UTC       | Al Hussein                       | Iraq                         | IQAF                                    | Ogiva explosiva            | IQAF                                        | Suborbital                | Atac a Riad                              | 2 de febrer 1991              | Reeixit                     | Apogeu: 100 km |
| 2 de febrer                  | Al Hussein                       | Iraq                         | IQAF                                    | Ogiva explosiva            | IQAF                                        | Suborbital                | Atac a Israel                            | 2 de febrer 1991              | Reeixit                     | Apogeu: 100 km |
| 2 de febrer                  | Al Hussein                       | Iraq                         | IQAF                                    | Ogiva explosiva            | IQAF                                        | Suborbital                | Atac a Israel                            | 2 de febrer 1991              | Reeixit                     | Apogeu: 100 km |
| 5 de febrer, 02:36 UTC       | Kosmos-3M                        | LC-133/3, Plesetsk           | RVSN                                    | Kosmos 2123 (Tsikada)      | MO SSSR                                     | LEO                       | Navegació                                | Encara en òrbita              | Reeixit fins ara            | |
| 6 de febrer, 07:29 UTC       | LCLV                             | Wallops Island               | Orbital                                 |                            | NRL                                         | Suborbital                | Investigació de plasma                   | 6 de febrer 1991              | Reeixit                     | Apogeu: 510 km |
| 6 de febrer, 17:30 UTC       | MR-12                            | Kapustin Iar                 | MO SSSR                                 |                            | MO SSSR                                     | Suborbital                | Investigació de plasma                   | 6 de febrer 1991              | Reeixit                     | Apogeu: 150 km |
| 7 de febrer, 08:15 UTC       | Topol'                           | Plesetsk                     | RVSN                                    |                            | RVSN                                        | Suborbital                | Vol de proves                            | 7 de febrer 1991              | Reeixit                     | Apogeu: 1000 km |
| 7 de febrer, 18:15 UTC       | Soiuz-U                          | LC-16/2, Plesetsk            | RVSN                                    | Kosmos 2124 (Yantar-4K2)   | MOM                                         | LEO                       |                                          | 7 d'abril 1991                | Reeixit                     | |
| 7 de febrer, 22:54 UTC       | Al Hussein                       | Iraq                         | IQAF                                    | Ogiva explosiva            | IQAF                                        | Suborbital                | Atac a Riad                              | 7 de febrer 1991              | Reeixit                     | Apogeu: 100 km |
| 11 de febrer, 19:20 UTC      | Al Hussein                       | Iraq                         | IQAF                                    | Ogiva explosiva            | IQAF                                        | Suborbital                | Atac a Riad                              | 11 de febrer 1991             | Reeixit                     | Apogeu: 100 km |
| 11 de febrer                 | Prithvi                          | Sriharikota                  | IDRDL                                   |                            | IDRDL                                       | Suborbital                | Vol de proves                            | 11 de febrer 1991             | Reeixit                     | Apogeu: 100 km |
| 12 de febrer, 02:44 UTC      | Kosmos-3M                        | LC-133/3, Plesetsk           | RVSN                                    | Kosmos 2125 (Strela-1M)    | MO SSSR                                     | LEO                       | Comsat                                   | Encara en òrbita              | Reeixit fins ara            | |
| 12 de febrer, 02:44 UTC      | Kosmos-3M                        | LC-133/3, Plesetsk           | RVSN                                    | Kosmos 2126 (Strela-1M)    | MO SSSR                                     | LEO                       | Comsat                                   | Encara en òrbita              | Reeixit fins ara            | |
| 12 de febrer, 02:44 UTC      | Kosmos-3M                        | LC-133/3, Plesetsk           | RVSN                                    | Kosmos 2127 (Strela-1M)    | MO SSSR                                     | LEO                       | Comsat                                   | Encara en òrbita              | Reeixit fins ara            | |
| 12 de febrer, 02:44 UTC      | Kosmos-3M                        | LC-133/3, Plesetsk           | RVSN                                    | Kosmos 2128 (Strela-1M)    | MO SSSR                                     | LEO                       | Comsat                                   | Encara en òrbita              | Reeixit fins ara            | |
| 12 de febrer, 02:44 UTC      | Kosmos-3M                        | LC-133/3, Plesetsk           | RVSN                                    | Kosmos 2129 (Strela-1M)    | MO SSSR                                     | LEO                       | Comsat                                   | Encara en òrbita              | Reeixit fins ara            | |
| 12 de febrer, 02:44 UTC      | Kosmos-3M                        | LC-133/3, Plesetsk           | RVSN                                    | Kosmos 2130 (Strela-1M)    | MO SSSR                                     | LEO                       | Comsat                                   | Encara en òrbita              | Reeixit fins ara            | |
| 12 de febrer, 02:44 UTC      | Kosmos-3M                        | LC-133/3, Plesetsk           | RVSN                                    | Kosmos 2131 (Strela-1M)    | MO SSSR                                     | LEO                       | Comsat                                   | Encara en òrbita              | Reeixit fins ara            | |
| 12 de febrer, 02:44 UTC      | Kosmos-3M                        | LC-133/3, Plesetsk           | RVSN                                    | Kosmos 2132 (Strela-1M)    | MO SSSR                                     | LEO                       | Comsat                                   | Encara en òrbita              | Reeixit fins ara            | |
| 12 de febrer, 03:29 UTC      | S-520                            | Andøya                       | ISAS                                    |                            | ISAS                                        | Suborbital                | Aurores                                  | 12 de febrer 1991             | Reeixit                     | Apogeu: 353 km |
| 12 de febrer, 09:11:54 UTC   | Black Brant XII                  | Poker Flat                   | NASA                                    | TOPAZ-3                    | NASA                                        | Suborbital                | Investigació de plasma                   | 12 de febrer 1991             | Reeixit                     | Apogeu: 1000 km |
| 14 de febrer, 08:45 UTC      | Al Hussein                       | Iraq                         | IQAF                                    | Ogiva explosiva            | IQAF                                        | Suborbital                | Atac a King Khalid Military City         | 14 de febrer 1991             | Reeixit                     | Apogeu: 100 km, va afectar King Khalid Military City.                                                                                        |
| 14 de febrer, 08:45 UTC      | Al Hussein                       | Iraq                         | IQAF                                    | Ogiva explosiva            | IQAF                                        | Suborbital                | Atac a Hafir Al Batin                    | 14 de febrer 1991             | Reeixit                     | Apogeu: 100 km |
| 14 de febrer, 08:31:56 UTC   | Proton-K/DM-2                    | LC-200/39, Baikonur          | RVSN                                    | Kosmos 2133 (Prognoz)      | MOM                                         | GEO                       | Defensa de míssils                       | Encara en òrbita              | Reeixit fins ara            | |
| 15 de febrer, 09:30 UTC      | Soiuz-U                          | Baikonur                     | RVSN                                    | Kosmos 2134 (Yantar-1KFT)  | MOM                                         | LEO                       | Satèl·lit de reconeixement               | 1 d'abril 1991                | Reeixit                     | |
| 15 de febrer, 15:19 UTC      | Molniya-M                        | LC-43/3, Plesetsk            | RVSN                                    | Molniya-1-80               | MOM                                         | Molnia                    | Comsat                                   | Encara en òrbita              | Reeixit fins ara            | |
| 15 de febrer, 23:01 UTC      | Al Hussein                       | Iraq                         | IQAF                                    | Ogiva explosiva            | IQAF                                        | Suborbital                | Atac a Al Jubayl                         | 15 de febrer 1991             | Reeixit                     | Apogeu: 100 km |
| 16 de febrer, 13:00 UTC      | S-520                            | LA-K, Kagoshima              | ISAS                                    |                            | ISAS                                        | Suborbital                | Astronomia ultraviolada                  | 16 de febrer 1991             | Reeixit                     | Apogeu: 337 km |
| 18 de febrer, 14:30 UTC      | Strypi-XI                        | LC-1, Barking Sands          | SDIO                                    | Bow Shock 2                | SDIO                                        | Suborbital                | Prova de reentrada                       | 18 de febrer 1991             | Reeixit                     | Apogeu: 120 km |
| 21 de febrer, 14:06 UTC      | Al Hussein                       | Iraq                         | IQAF                                    | Ogiva explosiva            | IQAF                                        | Suborbital                | Atac a King Khalid Military City         | 21 de febrer 1991             | Reeixit                     | Apogeu: 100 km |
| 21 de febrer, 14:06 UTC      | Al Hussein                       | Iraq                         | IQAF                                    | Ogiva explosiva            | IQAF                                        | Suborbital                | Atac a King Khalid Military City         | 21 de febrer 1991             | Reeixit                     | Apogeu: 100 km |
| 21 de febrer, 18:00 UTC      | Al Hussein                       | Iraq                         | IQAF                                    | Ogiva explosiva            | IQAF                                        | Suborbital                | Atac a King Khalid Military City         | 21 de febrer 1991             | Reeixit                     | Apogeu: 100 km |
| 21 de febrer, 23:31 UTC      | Al Hussein                       | Iraq                         | IQAF                                    | Ogiva explosiva            | IQAF                                        | Suborbital                | Atac a Bahrain                           | 21 de febrer 1991             | Reeixit                     | Apogeu: 100 km |
| 22 de febrer, 19:46 UTC      | Black Brant IX                   | LC-36, White Sands           | NASA                                    |                            | NASA                                        | Suborbital                | Investigació solar                       | 22 de febrer 1991             | Reeixit                     | Apogeu: 300 km |
| 23 de febrer, 01:59 UTC      | Al Hussein                       | Iraq                         | IQAF                                    | Ogiva explosiva            | IQAF                                        | Suborbital                | Atac a Dhahran                           | 23 de febrer 1991             | Reeixit                     | Apogeu: 100 km |
| 23 de febrer, 01:59 UTC      | Al Hussein                       | Iraq                         | IQAF                                    | Ogiva explosiva            | IQAF                                        | Suborbital                | Atac a Dhahran                           | 23 de febrer 1991             | Reeixit                     | Apogeu: 100 km |
| 24 de febrer, 01:32 UTC      | Al Hussein                       | Iraq                         | IQAF                                    | Ogiva explosiva            | IQAF                                        | Suborbital                | Atac a Riad                              | 24 de febrer 1991             | Reeixit                     | Apogeu: 100 km Dirigit a la seu de la Coalició, interceptat pel Patriot ABM, les restes van caure sobre una escola.                          |
| 24 de febrer, 06:23 UTC      | Al Hussein                       | Iraq                         | IQAF                                    | Ogiva explosiva            | IQAF                                        | Suborbital                | Atac a Riad                              | 24 de febrer 1991             | Reeixit                     | Apogeu: 100 km |
| 24 de febrer, 09:17 UTC      | Al Hussein                       | Iraq                         | IQAF                                    | Ogiva explosiva            | IQAF                                        | Suborbital                | Atac a Riad                              | 24 de febrer 1991             | Reeixit                     | Apogeu: 100 km |
| 24 de febrer                 | Al Hussein                       | Iraq                         | IQAF                                    | Ogiva explosiva            | IQAF                                        | Suborbital                | Atac a Israel                            | 24 de febrer 1991             | Reeixit                     | Apogeu: 100 km |
| 25 de febrer, 17:32 UTC      | Al Hussein                       | Iraq                         | IQAF                                    | Ogiva explosiva            | IQAF                                        | Suborbital                | Atac a Dhahran                           | 25 de febrer 1991             | Reeixit                     | Apogeu: 100 km Va afectar la caserna de l'Exèrcit dels Estats Units d'Amèrica, provocant la mort de 28 persones i ferint 110.                |
| 25 de febrer, 22:26 UTC      | Al Hussein                       | Iraq                         | IQAF                                    | Ogiva explosiva            | IQAF                                        | Suborbital                | Atac a Qatar                             | 25 de febrer 1991             | Reeixit                     | Apogeu: 100 km |
| 26 de febrer, 04:53:06 UTC   | Kosmos-3M                        | LC-133/3, Plesetsk           | RVSN                                    | Kosmos 2135 (Parus)        | MO SSSR                                     | LEO                       | Navegació                                | Encara en òrbita              | Reeixit fins ara            | |
| 28 de febrer, 05:30:00 UTC   | Proton-K/DM-2                    | LC-81/23, Baikonur           | RVSN                                    | Raduga-27                  | MOM                                         | GSO                       | Comsat                                   | Encara en òrbita              | Reeixit fins ara            | |
| February                     | Al Hussein                       | Iraq                         | IQAF                                    | Ogiva explosiva            | IQAF                                        | Suborbital                | Atac a Israel                            | Dins d'una hora de llançament | Reeixit                     | Apogeu: 100 km |
| February                     | Al Hussein                       | Iraq                         | IQAF                                    | Ogiva explosiva            | IQAF                                        | Suborbital                | Atac a Israel                            | Dins d'una hora de llançament | Reeixit                     | Apogeu: 100 km |
| February                     | Al Hussein                       | Iraq                         | IQAF                                    | Ogiva explosiva            | IQAF                                        | Suborbital                | Atac a Israel                            | Dins d'una hora de llançament | Reeixit                     | Apogeu: 100 km |
| 2 de març, 23:36:00 UTC      | Ariane 4 (44LP)                  | ELA-2, CSG                   | Arianespace                             | Astra 1B                   | SES Astra                                   | GEO                       | Comsat                                   | Encara en òrbita              | Reeixit fins ara            | |
| 2 de març, 23:36:00 UTC      | Ariane 4 (44LP)                  | ELA-2, CSG                   | Arianespace                             | Meteosat 5                 | ESA/EUMETSAT                                | GEO                       | Satèl·lit meteorològic                   | Encara en òrbita              | Reeixit fins ara            | |
| 6 de març, 15:30 UTC         | Soiuz-U                          | LC-16/2, Plesetsk            | RVSN                                    | Kosmos 2136 (Zenit-8)      | MOM                                         | LEO                       | Satèl·lit de reconeixement               | 20 de març 1991               | Reeixit                     | |
| 8 de març, 12:03 UTC         | Titan IVA (403A)                 | SLC-4E, Vandenberg AFB       | Força Aèria dels Estats Units d'Amèrica | USA-69 (Lacrosse-2)        | US NRO                                      | LEO                       | Reconeixement per radar                  | Encara en òrbita              | Reeixit, encara en operació | Primer llançament d'un Titan IV des de Vandenberg AFB El satèl·lit de reconeixement operacional més antic fins al 2008.                      |
| 8 de març, 23:03 UTC         | Delta II (6925)                  | LC-17B, Cape Canaveral       | McDonnell Douglas                       | Inmarsat 2F2               | Inmarsat                                    | GEO                       | Comsat                                   | Encara en òrbita              | Reeixit fins ara            | |
| 12 de març, 19:29:04 UTC     | Kosmos-3M                        | LC-133/3, Plesetsk           | RVSN                                    | Nadezhda-3                 | MO SSSR                                     | LEO                       | Navegació                                | Encara en òrbita              | Reeixit fins ara            | |
| 12 de març                   | Peacekeeper                      | LF-02, Vandenberg AFB        | Força Aèria dels Estats Units d'Amèrica |                            | Força Aèria dels Estats Units d'Amèrica     | Suborbital                | Vol de proves operacional                | 12 de març 1991               | Reeixit                     | Apogeu: 1000 km |
| 18 de març, 10:15 UTC        | Black Brant IX                   | LC-36, White Sands           | NASA                                    | SXT                        | NASA/University of Colorado                 | Suborbital                | Astronomia de raigs X                    | 18 de març 1991               | Reeixit                     | Apogeu: 300 km |
| 19 de març, 13:05:15 UTC     | Soiuz-U2                         | LC-1/5, Baikonur             | RVSN                                    | Progress M-7               | MOM                                         | LEO, acoblat al Mir       | Reabastiment del Mir                     | 7 de maig 1991                | Reeixit                     | |
| 19 de març, 14:30 UTC        | Kosmos-3M                        | LC-132/1, Plesetsk           | RVSN                                    | Kosmos 2137 (Taifun-1)     | MO SSSR                                     | LEO                       | Calibratge de radar                      | 3 d'abril 1995                | Reeixit                     | |
| 19 de març                   | Trident C-4                      | Submarine, WTR               | Marina dels Estats Units d'Amèrica      |                            | Marina dels Estats Units d'Amèrica          | Suborbital                | Vol de proves operacional                | 19 de març 1991               |                             | Apogeu: 1000 km |
| 19 de març                   | Trident C-4                      | Submarine, WTR               | Marina dels Estats Units d'Amèrica      |                            | Marina dels Estats Units d'Amèrica          | Suborbital                | Vol de proves operacional                | 19 de març 1991               |                             | Apogeu: 1000 km |
| 22 de març, 12:19:59 UTC     | Molniya-M                        | LC-43/4, Plesetsk            | RVSN                                    | Molniya-3-55L              | MOM                                         | Molnia                    | Comsat                                   | Encara en òrbita              | Reeixit fins ara            | |
| 23 de març, 07:00 UTC        | Black Brant IX                   | LC-36, White Sands           | NASA                                    | MAMA                       | NASA                                        | Suborbital                | Astronomia ultraviolada                  | 23 de març 1991               | Reeixit                     | Apogeu: 300 km |
| 26 de març, 13:45 UTC        | Soiuz-U                          | LC-16/2, Plesetsk            | RVSN                                    | Kosmos 2138 (Yantar-4K2)   | MOM                                         | LEO                       | Satèl·lit de reconeixement               | 24 de maig 1991               | Reeixit                     | |
| 30 de març, 02:27 UTC        | Black Brant IX                   | LC-36, White Sands           | NASA                                    |                            | NASA                                        | Suborbital                | Aeronomia                                | 30 de març 1991               | Reeixit                     | Apogeu: 300 km |
| 31 de març, 15:12:00 UTC     | Proton-K                         | LC-200/40, Baikonur          | RVSN                                    | Almaz-1                    | MOM                                         | LEO                       | Reconeixement per radar                  | 17 d'octubre 1992             | Reeixit                     | |
| 4 d'abril, 10:47:12 UTC      | Proton-K/DM-2                    | LC-200/39, Baikonur          | RVSN                                    | Kosmos 2139 (GLONASS)      | MOM                                         | MEO                       | Navegació                                | Encara en òrbita              | Reeixit fins ara            | |
| 4 d'abril, 10:47:12 UTC      | Proton-K/DM-2                    | LC-200/39, Baikonur          | RVSN                                    | Kosmos 2140 (GLONASS)      | MOM                                         | MEO                       | Navegació                                | Encara en òrbita              | Reeixit fins ara            | |
| 4 d'abril, 10:47:12 UTC      | Proton-K/DM-2                    | LC-200/39, Baikonur          | RVSN                                    | Kosmos 2141 (GLONASS)      | MOM                                         | MEO                       | Navegació                                | Encara en òrbita              | Reeixit fins ara            | |
| 4 d'abril, 23:33:00 UTC      | Ariane 4 (44P)                   | ELA-2, CSG                   | Arianespace                             | Anik E2                    | Telesat                                     | GEO                       | Comsat                                   | Encara en òrbita              | Reeixit fins ara            | |
| 5 d'abril, 14:22:45 UTC      | Transbordador espacial Atlantis  | LC-39B, Kennedy              | USA                                     | STS-37                     | NASA                                        | LEO                       | Vol orbital tripulat                     | 11 d'abril 1991               | Reeixit                     | |
| 5 d'abril, 14:22:45 UTC      | Transbordador espacial Atlantis  | LC-39B, Kennedy              | USA                                     | Compton GRO                | NASA                                        | LEO                       | Astronomia de raigs gamma                | 4 de juny 2000                | Reeixit                     | |
| 5 d'abril, 14:05 UTC         | Topol'                           | Plesetsk                     | RVSN                                    |                            | RVSN                                        | Suborbital                | Vol de proves                            | 5 d'abril 1991                | Reeixit                     | Apogeu: 1000 km |
| 9 d'abril, 18:50 UTC         | Skylark 7                        | LA-S, Esrange                | DLR                                     | SISSI-4                    | DLR                                         | Suborbital                | Aeronomia                                | 9 d'abril 1991                | Reeixit                     | Apogeu: 245 km |
| 9 d'abril, 18:18 UTC         | Viper 3A                         | Esrange                      | DLR                                     |                            | DLR                                         | Suborbital                | Aeronomia                                | 9 d'abril 1991                | Reeixit                     | Apogeu: 110 km |
| 9 d'abril, 19:20 UTC         | Viper 3A                         | Esrange                      | DLR                                     |                            | DLR                                         | Suborbital                | Aeronomia                                | 9 d'abril 1991                | Reeixit                     | Apogeu: 110 km |
| 12 d'abril                   | HPB                              | Wallops Island               | Orbital                                 |                            | Orbital                                     | Suborbital                | Objectiu                                 | 12 d'abril 1991               | Reeixit                     | Apogeu: 400 km |
| 13 d'abril, 00:09 UTC        | Delta II (7925)                  | LC-17B, Cape Canaveral       | McDonnell Douglas                       | Spacenet 4                 | GE Americom                                 | GSO                       | Comsat                                   | Encara en òrbita              | Reeixit fins ara            | |
| 15 d'abril, 22:10 UTC        | Trident D-5                      | USS West Virginia, ETR       | Marina dels Estats Units d'Amèrica      | DASO-6                     | Marina dels Estats Units d'Amèrica          | Suborbital                | Vol de proves operacional                | 15 d'abril 1991               | Reeixit                     | Apogeu: 1000 km |
| 16 d'abril, 07:21:42 UTC     | Kosmos-3M                        | LC-132/1, Plesetsk           | RVSN                                    | Kosmos 2142 (Parus)        | MO SSSR                                     | LEO                       | Navegació                                | Encara en òrbita              | Reeixit fins ara            | |
| 17 d'abril, 07:46 UTC        | Black Brant 10CM1                | Wallops Island               | SDIO                                    | SPFE-2                     | SDIO                                        | Suborbital                | Demostració de tecnologia                | 17 d'abril 1991               | Reeixit                     | Apogeu: 300 km |
| 18 d'abril, 18:33 UTC        | Midgetman                        | TP-01, Vandenberg AFB        | Força Aèria dels Estats Units d'Amèrica |                            | Força Aèria dels Estats Units d'Amèrica     | Suborbital                | Vol de proves                            | 18 d'abril 1991               | Reeixit                     | Apogeu: 1000 km |
| 18 d'abril, 23:30 UTC        | Atlas I                          | LC-36B, Cape Canaveral       | General Dynamics                        | Yuri 3H                    | BSAT                                        | Destinat: GEO             | Comsat                                   | T+361 segons                  | Error                       | Destruït pel RSO després d'un malfuncionament de la turbobomba del tram superior Apogeu: 175 km                                              |
| 24 d'abril, 01:37:00 UTC     | Tsyklon-3                        | Plesetsk                     | RVSN                                    | Meteor-3-4                 | MO SSSR                                     | LEO                       | Satèl·lit meteorològic                   | Encara en òrbita              | Reeixit fins ara            | |
| 25 d'abril, 18:00 UTC        | Nike-Orion                       | Poker Flat                   | NASA                                    | CWAS-19                    | NASA                                        | Suborbital                | Aeronomia                                | 25 d'abril 1991               | Reeixit                     | Apogeu: 140 km |
| 28 d'abril, 11:33:14 UTC     | Transbordador espacial Discovery | LC-39A, Kennedy              | USA                                     | STS-39                     | NASA                                        | LEO                       | Vol orbital tripulat                     | 6 de maig 1991                | Reeixit                     | |
| 28 d'abril, 11:33:14 UTC     | Transbordador espacial Discovery | LC-39A, Kennedy              | USA                                     | IBSS-SPAS                  | SDIO                                        | LEO                       | Investigació científica                  | 6 de maig 1991                | Reeixit                     | |
| 28 d'abril, 11:33:14 UTC     | Transbordador espacial Discovery | LC-39A, Kennedy              | USA                                     | USA-70 (MPEC)              | DARPA                                       | LEO                       | Desenvolupament de tecnologia            | 13 de maig 1991               | Reeixit                     | |
| 28 d'abril, 11:33:14 UTC     | Transbordador espacial Discovery | LC-39A, Kennedy              | USA                                     | CRO-C                      | SDIO                                        | LEO                       | Emissions químiques                      | 14 de maig 1991               | Reeixit                     | |
| 28 d'abril, 11:33:14 UTC     | Transbordador espacial Discovery | LC-39A, Kennedy              | USA                                     | CRO-B                      | SDIO                                        | LEO                       | Emissions químiques                      | 12 de maig 1991               | Reeixit                     | |
| 28 d'abril, 11:33:14 UTC     | Transbordador espacial Discovery | LC-39A, Kennedy              | USA                                     | CRO-A                      | SDIO                                        | LEO                       | Emissions químiques                      | 13 de maig 1991               | Reeixit                     | |
| 29 d'abril                   | Sonda-3                          | Natal                        | IAE                                     |                            | INPE                                        | Suborbital                | Investigació ionosfèrica                 | 29 d'abril 1991               | Reeixit                     | Apogeu: 441 km |
| 30 d'abril, 19:19 UTC        | Nike-Orion                       | Poker Flat                   | NASA                                    | CWAS-20                    | NASA                                        | Suborbital                | Aeronomia                                | 30 d'abril 1991               | Error                       | Apogeu: 10 km |
| 4 de maig, 04:10 UTC         | Black Brant IX                   | LC-36, White Sands           | NASA                                    | JASPR-I                    | NASA                                        | Suborbital                | Astronomia ultraviolada                  | 4 de maig 1991                | Reeixit                     | Apogeu: 300 km |
| 7 de maig, 18:05 UTC         | Black Brant IX                   | LC-36, White Sands           | NASA                                    | SERTS-4                    | NASA                                        | Suborbital                | Investigació solar                       | 7 de maig 1991                | Reeixit                     | Apogeu: 300 km |
| 8 de maig, 03:54:00 UTC      | Maxus                            | Esrange                      | SSC                                     |                            | SSC                                         | Suborbital                | Investigació de microgravetat            | 8 de maig 1991                | Error                       | Apogeu: 157 km |
| 10 de maig                   | Trident C-4                      | USS Mariano G. Vallejo, ETR  | Marina dels Estats Units d'Amèrica      | FCET                       | Marina dels Estats Units d'Amèrica          | Suborbital                | Vol de proves operacional                | 10 de maig 1991               | Reeixit                     | Apogeu: 1000 km |
| 10 de maig                   | Trident C-4                      | USS Mariano G. Vallejo, ETR  | Marina dels Estats Units d'Amèrica      | FCET                       | Marina dels Estats Units d'Amèrica          | Suborbital                | Vol de proves operacional                | 10 de maig 1991               | Reeixit                     | Apogeu: 1000 km |
| 11 de maig, 20:40 UTC        | Minuteman IB                     | LF-03, Vandenberg AFB        | Força Aèria dels Estats Units d'Amèrica |                            | Força Aèria dels Estats Units d'Amèrica     | Suborbital                | Objectiu                                 | 11 de maig 1991               | Reeixit                     | Apogeu: 1300 km La posada en marxa de l'interceptador va ser eliminada                                                                       |
| 13 de maig, 19:03 UTC        | Black Brant IX                   | LC-36, White Sands           | NASA                                    | MSSTA-I                    | NASA                                        | Suborbital                | Solar Astronomia de raigs X              | 13 de maig 1991               | Reeixit                     | Apogeu: 230 km |
| 14 de maig, 15:52:03 UTC     | Atlas-E                          | SLC-3W, Vandenberg AFB       | Força Aèria dels Estats Units d'Amèrica | NOAA-12                    | NOAA                                        | LEO (SSO)                 | Satèl·lit meteorològic                   | Encara en òrbita              | Reeixit fins ara            | |
| 16 de maig, 21:40 UTC        | Tsyklon-3                        | Plesetsk                     | RVSN                                    | Kosmos 2143 (Strela-3)     | MO SSSR                                     | LEO                       | Comsat                                   | Encara en òrbita              | Reeixit fins ara            | |
| 16 de maig, 21:40 UTC        | Tsyklon-3                        | Plesetsk                     | RVSN                                    | Kosmos 2144 (Strela-3)     | MO SSSR                                     | LEO                       | Comsat                                   | Encara en òrbita              | Reeixit fins ara            | |
| 16 de maig, 21:40 UTC        | Tsyklon-3                        | Plesetsk                     | RVSN                                    | Kosmos 2145 (Strela-3)     | MO SSSR                                     | LEO                       | Comsat                                   | Encara en òrbita              | Reeixit fins ara            | |
| 16 de maig, 21:40 UTC        | Tsyklon-3                        | Plesetsk                     | RVSN                                    | Kosmos 2146 (Strela-3)     | MO SSSR                                     | LEO                       | Comsat                                   | Encara en òrbita              | Reeixit fins ara            | |
| 16 de maig, 21:40 UTC        | Tsyklon-3                        | Plesetsk                     | RVSN                                    | Kosmos 2147 (Strela-3)     | MO SSSR                                     | LEO                       | Comsat                                   | Encara en òrbita              | Reeixit fins ara            | |
| 16 de maig, 21:40 UTC        | Tsyklon-3                        | Plesetsk                     | RVSN                                    | Kosmos 2148 (Strela-3)     | MO SSSR                                     | LEO                       | Comsat                                   | Encara en òrbita              | Reeixit fins ara            | |
| 18 de maig, 12:50:28 UTC     | Soiuz-U2                         | LC-1/5, Baikonur             | RVSN                                    | Soiuz TM-12                | MOM                                         | LEO, acoblat al Mir       | Vol orbital tripulat                     | 10 d'octubre 1991             | Reeixit                     | |
| 20 de maig, 07:30 UTC        | Aries                            | LC-36, White Sands           | NASA                                    | SXT (XOGS)                 | NASA                                        | Suborbital                | Astronomia de raigs X                    | 20 de maig 1991               | Reeixit                     | Apogeu: 300 km |
| 21 de maig, 09:00:00 UTC     | Soiuz-U                          | LC-43/4, Plesetsk            | RVSN                                    | Resurs-F-10                | MOM                                         | LEO                       | Teledetecció                             | 20 de juny 1991               | Reeixit                     | |
| 24 de maig, 15:29 UTC        | Soiuz-U                          | LC-43/3, Plesetsk            | RVSN                                    | Kosmos 2149 (Yantar-4K2)   | MOM                                         | LEO                       | Satèl·lit de reconeixement               | 4 de juliol 1991              | Reeixit                     | |
| 28 de maig, 12:05 UTC        | R-36MU                           | Baikonur                     | RVSN                                    |                            | RVSN                                        | Suborbital                | Vol de proves operacional                | 28 de maig 1991               | Reeixit                     | Apogeu: 1000 km |
| 29 de maig, 22:55 UTC        | Delta II (7925)                  | LC-17B, Cape Canaveral       | McDonnell Douglas                       | Aurora 2                   | GE Alascom                                  | GSO                       | Comsat                                   | Encara en òrbita              | Reeixit fins ara            | |
| 30 de maig, 08:04:03 UTC     | Soiuz-U2                         | LC-1/5, Baikonur             | RVSN                                    | Progress M-8               | MOM                                         | LEO, acoblat al Mir       | Reabastiment del Mir                     | 16 d'agost 1991               | Reeixit                     | |
| May                          | Hwasong 6                        | Qom                          | DPRK                                    |                            | DPRK                                        | Suborbital                | Vol de proves                            | Dins d'una hora de llançament | Reeixit                     | Apogeu: 200 km |
| 4 de juny, 08:10:00 UTC      | Tsyklon-3                        | LC-32/2, Plesetsk            | RVSN                                    | Okean-3                    | MOM                                         | LEO                       | Oceanografia                             | Encara en òrbita              | Reeixit fins ara            | |
| 5 de juny, 13:24:51 UTC      | Transbordador espacial Columbia  | LC-39B, Kennedy              | USA                                     | STS-40                     | NASA                                        | LEO                       | Vol orbital tripulat                     | 14 de juny 1991               | Reeixit                     | |
| 5 de juny, 13:24:51 UTC      | SLS-1 (Spacelab)                 | LC-39B, Kennedy              | USA                                     | ESA/NASA                   | LEO                                         | Investigació biològica    | Reeixit                                  | 14 de juny 1991               |                             | |
| 11 de juny, 05:41 UTC        | Kosmos-3M                        | LC-133/3, Plesetsk           | RVSN                                    | Kosmos 2150 (Strela-2M)    | MO SSSR                                     | LEO                       | Comsat                                   | Encara en òrbita              | Reeixit fins ara            | |
| 11 de juny, 17:47 UTC        | Peacekeeper                      | LF-08, Vandenberg AFB        | Força Aèria dels Estats Units d'Amèrica |                            | Força Aèria dels Estats Units d'Amèrica     | Suborbital                | Vol de proves operacional                | 11 de juny 1991               | Reeixit                     | Apogeu: 1000 km |
| 13 de juny, 15:41 UTC        | Tsyklon-3                        | Plesetsk                     | RVSN                                    | Kosmos 2151 (Tselina-R)    | MO SSSR                                     | LEO                       | ELINT                                    | Encara en òrbita              | Reeixit fins ara            | |
| 18 de juny, 09:09 UTC        | Molniya-M                        | LC-43/4, Plesetsk            | RVSN                                    | Molniya-1-81               | MOM                                         | Molnia                    | Comsat                                   | Encara en òrbita              | Reeixit fins ara            | |
| 18 de juny, 11:34 UTC        | Prospector                       | LC-20, Cape Canaveral        | Orbital                                 |                            | Orbital                                     | Suborbital                | Investigació de microgravetat            | 18 de juny 1991               | Error                       | Apogeu: 1 km |
| 21 de juny                   | Minuteman IB                     | LF-03, Vandenberg AFB        | Força Aèria dels Estats Units d'Amèrica |                            | Força Aèria dels Estats Units d'Amèrica     | Suborbital                | Prova de vehicle de reentrada            | 21 de juny 1991               | Reeixit                     | Apogeu: 1300 km |
| 24 de juny                   | SSBS S3                          | BLB, Biscarosse              | DMA                                     |                            | DMA                                         | Suborbital                | Vol de proves operacional                | 24 de juny 1991               | Reeixit                     | Apogeu: 1000 km |
| 25 de juny, 17:00 UTC        | Topol'                           | Plesetsk                     | RVSN                                    |                            | RVSN                                        | Suborbital                | Vol de proves                            | 25 de juny 1991               | Reeixit                     | Apogeu: 1000 km |
| 25 de juny                   | Kosmos-3M                        | LC-132/1, Plesetsk           | RVSN                                    | Taifun-2-28                | MO SSSR                                     | Destinat: LEO             | Calibratge de radar                      | 25 de juny 1991               | Error                       | segon stage malfunction |
| 26 de juny, 02:39 UTC        | Minuteman III                    | LF-26, Vandenberg AFB        | Força Aèria dels Estats Units d'Amèrica | GT-144GB                   | Força Aèria dels Estats Units d'Amèrica     | Suborbital                | Vol de proves operacional                | 26 de juny 1991               | Reeixit                     | Apogeu: 1300 km |
| 28 de juny, 08:09:59 UTC     | Soiuz-U                          | LC-43/3, Plesetsk            | RVSN                                    | Resurs-F-11                | MOM                                         | LEO                       | Teledetecció                             | 21 de juliol 1991             | Reeixit                     | |
| 29 de juny, 14:00 UTC        | Scout G-1                        | SLC-5, Vandenberg AFB        | NASA                                    | REX-1 (P89-1A/ISES)        | Força Aèria dels Estats Units d'Amèrica/STP | LEO (Polar)               | Demostració de tecnologia                | Encara en òrbita              | Reeixit                     | |
| 1 de juliol, 21:53:00 UTC    | Proton-K/DM-2                    | LC-200/39, Baikonur          | RVSN                                    | Gorizont-23                | MOM                                         | GSO                       | Comsat                                   | Encara en òrbita              | Reeixit fins ara            | |
| 2 de juliol                  | Minuteman III                    | LF-10, Vandenberg AFB        | Força Aèria dels Estats Units d'Amèrica | GT-143GM                   | Força Aèria dels Estats Units d'Amèrica     | Suborbital                | Vol de proves operacional                | 2 de juliol 1991              | Reeixit                     | Apogeu: 1300 km |
| 4 de juliol, 02:32:00 UTC    | Delta II (7925)                  | LC-17A, Cape Canaveral       | McDonnell Douglas                       | USA-71 (GPS IIA-2)         | Força Aèria dels Estats Units d'Amèrica     | MEO                       | Navegació                                | Encara en òrbita              | Reeixit fins ara            | |
| 4 de juliol, 02:32:00 UTC    | Delta II (7925)                  | LC-17A, Cape Canaveral       | McDonnell Douglas                       | Losat-X                    | SDIO                                        | LEO                       | Navegació                                | 15 de novembre 1991           | Error                       | Va fallar el receptor d'ordres nou dies després del seu llançament                                                                           |
| 9 de juliol, 09:40 UTC       | Soiuz-U                          | LC-43/4, Plesetsk            | RVSN                                    | Kosmos 2152 (Zenit-8)      | MOM                                         | LEO                       | Satèl·lit de reconeixement               | 23 de juliol 1991             | Reeixit                     | |
| 10 de juliol, 14:00 UTC      | Soiuz-U                          | LC-31/6, Baikonur            | RVSN                                    | Kosmos 2153 (Yantar-4KS1M) | MOM                                         | LEO                       | Satèl·lit de reconeixement               | 13 de març 1992               | Reeixit                     | |
| 11 de juliol, 17:25 UTC      | Black Brant IX                   | LC-36, White Sands           | NASA                                    |                            | NASA                                        | Suborbital                | Astronomia ultraviolada solar            | 11 de juliol 1991             | Reeixit                     | Apogeu: 300 km |
| 17 de juliol, 01:46:31 UTC   | Ariane 4 (40)                    | ELA-2, CSG                   | Arianespace                             | ERS-1                      | ESA                                         | LEO (SSO)                 | Teledetecció                             | Encara en òrbita              | Reeixit fins ara            | |
| 17 de juliol, 01:46:31 UTC   | Ariane 4 (40)                    | ELA-2, CSG                   | Arianespace                             | Orbcomm-X                  | Orbcomm                                     | LEO                       | Demostració de tecnologia                | Encara en òrbita              | Error                       | No es va posar en contacte amb terra després de la separació del coet portador                                                               |
| 17 de juliol, 01:46:31 UTC   | Ariane 4 (40)                    | ELA-2, CSG                   | Arianespace                             | SARA                       | ESIEESPACE                                  | LEO                       | Astronomia/Radioaficionat                | Encara en òrbita              | Reeixit fins ara            | |
| 17 de juliol, 01:46:31 UTC   | Ariane 4 (40)                    | ELA-2, CSG                   | Arianespace                             | Tubsat-A                   | TUB                                         | LEO                       | Demostració de tecnologia                | Encara en òrbita              | Reeixit fins ara            | |
| 17 de juliol, 01:46:31 UTC   | Ariane 4 (40)                    | ELA-2, CSG                   | Arianespace                             | UoSAT-5                    | SSTL                                        | LEO                       | Demostració de tecnologia/Radioaficionat | Encara en òrbita              | Reeixit fins ara            | |
| 17 de juliol, 17:33:53 UTC   | Pegasus/HAPS                     | NB-52, Edwards AFB           | Orbital                                 | SCS-1 (Microsat-1)         | DARPA                                       | LEO                       | Desenvolupament de tecnologia            | 23 de gener 1992              | Error parcial               | Es va situar en l'òrbita incorrecta a causa d'un error de posada en escena, la majoria dels objectius de la missió es segueixen complint     |
| 17 de juliol, 17:33:53 UTC   | Pegasus/HAPS                     | NB-52, Edwards AFB           | Orbital                                 | SCS-2 (Microsat-2)         | DARPA                                       | LEO                       | Desenvolupament de tecnologia            | 23 de gener 1992              | Error parcial               | Es va situar en l'òrbita incorrecta a causa d'un error de posada en escena, la majoria dels objectius de la missió es segueixen complint     |
| 17 de juliol, 17:33:53 UTC   | Pegasus/HAPS                     | NB-52, Edwards AFB           | Orbital                                 | SCS-3 (Microsat-3)         | DARPA                                       | LEO                       | Desenvolupament de tecnologia            | 24 de gener 1992              | Error parcial               | Es va situar en l'òrbita incorrecta a causa d'un error de posada en escena, la majoria dels objectius de la missió es segueixen complint     |
| 17 de juliol, 17:33:53 UTC   | Pegasus/HAPS                     | NB-52, Edwards AFB           | Orbital                                 | SCS-4 (Microsat-4)         | DARPA                                       | LEO                       | Desenvolupament de tecnologia            | 23 de gener 1992              | Error parcial               | Es va situar en l'òrbita incorrecta a causa d'un error de posada en escena, la majoria dels objectius de la missió es segueixen complint     |
| 17 de juliol, 17:33:53 UTC   | Pegasus/HAPS                     | NB-52, Edwards AFB           | Orbital                                 | SCS-5 (Microsat-5)         | DARPA                                       | LEO                       | Desenvolupament de tecnologia            | 23 de gener 1992              | Error parcial               | Es va situar en l'òrbita incorrecta a causa d'un error de posada en escena, la majoria dels objectius de la missió es segueixen complint     |
| 17 de juliol, 17:33:53 UTC   | Pegasus/HAPS                     | NB-52, Edwards AFB           | Orbital                                 | SCS-6 (Microsat-6)         | DARPA                                       | LEO                       | Desenvolupament de tecnologia            | 25 de gener 1992              | Error parcial               | Es va situar en l'òrbita incorrecta a causa d'un error de posada en escena, la majoria dels objectius de la missió es segueixen complint     |
| 17 de juliol, 17:33:53 UTC   | Pegasus/HAPS                     | NB-52, Edwards AFB           | Orbital                                 | SCS-7 (Microsat-7)         | DARPA                                       | LEO                       | Desenvolupament de tecnologia            | 23 de gener 1992              | Error parcial               | Es va situar en l'òrbita incorrecta a causa d'un error de posada en escena, la majoria dels objectius de la missió es segueixen complint     |
| 23 de juliol, 09:05:00 UTC   | Soiuz-U                          | LC-43/3, Plesetsk            | RVSN                                    | Resurs-F-12                | MOM                                         | LEO                       | Teledetecció                             | 8 d'agost 1991                | Reeixit                     | |
| 29 de juliol                 | Trident D-5                      | USS Pennsylvania, ETR        | Marina dels Estats Units d'Amèrica      | CET                        | Marina dels Estats Units d'Amèrica          | Suborbital                | Vol de proves operacional                | 29 de juliol 1991             | Reeixit                     | Apogeu: 1000 km |
| 29 de juliol                 | Trident D-5                      | USS Pennsylvania, ETR        | Marina dels Estats Units d'Amèrica      | CET                        | Marina dels Estats Units d'Amèrica          | Suborbital                | Vol de proves operacional                | 29 de juliol 1991             | Reeixit                     | Apogeu: 1000 km |
| 29 de juliol                 | Trident D-5                      | USS Pennsylvania, ETR        | Marina dels Estats Units d'Amèrica      | CET                        | Marina dels Estats Units d'Amèrica          | Suborbital                | Vol de proves operacional                | 29 de juliol 1991             | Reeixit                     | Apogeu: 1000 km |
| 29 de juliol                 | Trident D-5                      | USS Pennsylvania, ETR        | Marina dels Estats Units d'Amèrica      | CET                        | Marina dels Estats Units d'Amèrica          | Suborbital                | Vol de proves operacional                | 29 de juliol 1991             | Reeixit                     | Apogeu: 1000 km |
| Juliol                       | Hwasong 6                        | Chiha-ri                     | DPRK                                    |                            | DPRK                                        | Suborbital                | Vol de proves                            | Dins d'una hora de llançament | Reeixit                     | Apogeu: 200 km |
| Juliol                       | MR-20                            | Professor Zubov, Caribbean   | MO SSSR                                 |                            | MO SSSR                                     | Suborbital                | Aeronomia                                | Dins d'una hora de llançament | Reeixit                     | Apogeu: 250 km |
| Juliol                       | MR-20                            | Professor Zubov, Caribbean   | MO SSSR                                 |                            | MO SSSR                                     | Suborbital                | Aeronomia                                | Dins d'una hora de llançament | Reeixit                     | Apogeu: 250 km |
| Juliol                       | MR-20                            | Professor Zubov, Caribbean   | MO SSSR                                 |                            | MO SSSR                                     | Suborbital                | Aeronomia                                | Dins d'una hora de llançament | Reeixit                     | Apogeu: 250 km |
| Juliol                       | MR-20                            | Professor Zubov, Caribbean   | MO SSSR                                 |                            | MO SSSR                                     | Suborbital                | Aeronomia                                | Dins d'una hora de llançament | Reeixit                     | Apogeu: 250 km |
| 1 d'agost, 01:40:00 UTC      | Nike-Orion                       | Esrange                      | DLR                                     | TURBO-B                    | DLR                                         | Suborbital                | Aeronomia                                | 1 d'agost 1991                | Reeixit                     | Apogeu: 130 km |
| 1 d'agost, 01:54:00 UTC      | Viper 3A                         | Esrange                      | NASA                                    | PMSE                       | NASA                                        | Suborbital                | Aeronomia                                | 1 d'agost 1991                | Reeixit                     | Apogeu: 111 km |
| 1 d'agost, 01:03:00 UTC      | Viper 3A                         | Esrange                      | NASA                                    | PMSE                       | NASA                                        | Suborbital                | Aeronomia                                | 1 d'agost 1991                | Reeixit                     | Apogeu: 112 km |
| 1 d'agost, 02:39:00 UTC      | Viper 3A                         | Esrange                      | NASA                                    | PMSE                       | NASA                                        | Suborbital                | Aeronomia                                | 1 d'agost 1991                | Reeixit                     | Apogeu: 112 km |
| 1 d'agost, 02:24:00 UTC      | Viper 3A                         | Esrange                      | DLR                                     | PMSE                       | DLR                                         | Suborbital                | Aeronomia                                | 1 d'agost 1991                | Reeixit                     | Apogeu: 115 km |
| 1 d'agost, 11:53 UTC         | Molniya-M                        | LC-43/4, Plesetsk            | RVSN                                    | Molniya-1-82               | MOM                                         | Molnia                    | Comsat                                   | 9 d'octubre 2004              | Reeixit                     | |
| 2 d'agost, 15:02:00 UTC      | Transbordador espacial Atlantis  | LC-39A, Kennedy              | USA                                     | STS-48                     | NASA                                        | LEO                       | Vol orbital tripulat                     | 11 d'agost 1991               | Reeixit                     | |
| 2 d'agost, 15:02:00 UTC      | Transbordador espacial Atlantis  | LC-39A, Kennedy              | USA                                     | TDRS-5                     | NASA                                        | LEO                       | Comsat                                   | Encara en òrbita              | Reeixit fins ara            | |
| 5 d'agost, 23:32:00 UTC      | Viper 3A                         | Esrange                      | NASA                                    |                            | NASA                                        | Suborbital                | Aeronomia                                | 5 d'agost 1991                | Reeixit                     | Apogeu: 113 km |
| 9 d'agost, 22:53:00 UTC      | Viper 3A                         | Esrange                      | NASA                                    |                            | NASA                                        | Suborbital                | Aeronomia                                | 9 d'agost 1991                | Reeixit                     | Apogeu: 115 km |
| 9 d'agost, 22:39:00 UTC      | Viper 3A                         | Esrange                      | NASA                                    |                            | NASA                                        | Suborbital                | Aeronomia                                | 9 d'agost 1991                | Error                       | Apogeu: 5 km |
| 9 d'agost, 23:30:20 UTC      | Black Brant VB                   | Esrange                      | NASA                                    | EFIELD-A                   | NASA                                        | Suborbital                | Investigació ionosfèrica                 | 9 d'agost 1991                | Reeixit                     | Apogeu: 101 km |
| 9 d'agost, 23:15:00 UTC      | Nike-Orion                       | Esrange                      | DLR                                     | TURBO-A                    | DLR                                         | Suborbital                | Aeronomia                                | 9 d'agost 1991                | Reeixit                     | Apogeu: 117 km |
| 9 d'agost, 23:15:15 UTC      | Nike-Orion                       | Esrange                      | SSC                                     | DECIMALS-A                 | SSC                                         | Suborbital                | Aeronomia                                | 9 d'agost 1991                | Reeixit                     | Apogeu: 117 km |
| 9 d'agost, 23:40:00 UTC      | Nike-Orion                       | Esrange                      | NASA                                    | PEP-A                      | NASA                                        | Suborbital                | Aeronomia                                | 9 d'agost 1991                | Reeixit                     | Apogeu: 117 km |
| 10 d'agost, 00:06:00 UTC     | Viper 3A                         | Esrange                      | NASA                                    |                            | NASA                                        | Suborbital                | Aeronomia                                | 10 d'agost 1991               | Reeixit                     | Apogeu: 101 km |
| 10 d'agost, 00:24:00 UTC     | Viper 3A                         | Esrange                      | DLR                                     |                            | DLR                                         | Suborbital                | Aeronomia                                | 10 d'agost 1991               | Reeixit                     | Apogeu: 115 km |
| 10 d'agost, 01:37:00 UTC     | Nike-Orion                       | Esrange                      | SSC                                     | DECIMALS-B                 | SSC                                         | Suborbital                | Aeronomia                                | 10 d'agost 1991               | Reeixit                     | Apogeu: 118 km |
| 10 d'agost, 01:42:00 UTC     | Viper 3A                         | Esrange                      | NASA                                    |                            | NASA                                        | Suborbital                | Aeronomia                                | 10 d'agost 1991               | Reeixit                     | Apogeu: 117 km |
| 14 d'agost, 23:15:13 UTC     | Ariane 4 (44L)                   | ELA-2, CSG                   | Arianespace                             | Intelsat 605               | Intelsat                                    | GSO                       | Comsat                                   | Encara en òrbita              | Reeixit fins ara            | |
| 15 d'agost, 09:14:59 UTC     | Tsyklon-3                        | Plesetsk                     | RVSN                                    | Meteor-3-5                 | MOM                                         | LEO                       | Satèl·lit meteorològic                   | Encara en òrbita              | Reeixit fins ara            | |
| 15 d'agost, 12:05 UTC        | UR-100NU                         | Baikonur                     | RVSN                                    |                            | RVSN                                        | Suborbital                | Vol de proves operacional                | 15 d'agost 1991               | Reeixit                     | Apogeu: 1000 km |
| 19 d'agost, 22:55 UTC        | Topol'                           | Plesetsk                     | RVSN                                    |                            | RVSN                                        | Suborbital                | Vol de proves                            | 19 d'agost 1991               | Reeixit                     | Apogeu: 1000 km |
| 20 d'agost, 09:45:48 UTC     | Aries                            | LC-20, Cape Canaveral        | BMDO                                    |                            | BMDO                                        | Suborbital                | Objectiu                                 | 20 d'agost 1991               | Error                       | Apogeu: 2 km |
| 20 d'agost, 22:54:10 UTC     | Soiuz-U2                         | LC-1/5, Baikonur             | RVSN                                    | Progress M-9               | MOM                                         | LEO, acoblat al Mir       | Reabastiment del Mir                     | 30 de setembre 1991           | Reeixit                     | |
| 21 d'agost, 10:50:00 UTC     | Soiuz-U                          | LC-43/3, Plesetsk            | RVSN                                    | Resurs-F-2                 | MOM                                         | LEO                       | Teledetecció                             | 20 de setembre 1991           | Reeixit                     | |
| 22 d'agost, 12:35:46 UTC     | Kosmos-3M                        | LC-132/1, Plesetsk           | RVSN                                    | Kosmos 2154 (Parus)        | MO SSSR                                     | LEO                       | Navegació                                | Encara en òrbita              | Reeixit fins ara            | |
| 25 d'agost, 08:40 UTC        | H-I                              | LA-N, Tanegashima            | NASDA                                   | BS-3B                      | BSAT                                        | GSO                       | Comsat                                   | Encara en òrbita              | Reeixit fins ara            | |
| 29 d'agost, 06:48:43 UTC     | Vostok-2M                        | LC-31/6, Baikonur            | RVSN                                    | IRS-1B                     | ISRO                                        | LEO (SSO)                 | Teledetecció                             | Encara en òrbita              | Reeixit fins ara            | Vol final del coet Vostok |
| 30 d'agost, 02:30 UTC        | Mu-3S-II                         | LA-M1, Kagoshima             | ISAS                                    | Yohkoh (SOLAR-A)           | ISAS                                        | LEO                       | Investigació solar                       | 12 de setembre 2005           | Reeixit                     | |
| 30 d'agost, 08:58:01 UTC     | Zenit-2                          | LC-45/1, Baikonur            | RVSN                                    | Tselina-2                  | MO SSSR                                     | Destinat: LEO             | ELINT                                    | 30 d'agost 1991               | Error                       | Sobreescalfament de la 2a etapa, resultant en explosió                                                                                       |
| 30 d'agost                   | Trident D-5                      | USS Kentucky, ETR            | Marina dels Estats Units d'Amèrica      | DASO-7                     | Marina dels Estats Units d'Amèrica          | Suborbital                | Vol de proves operacional                | 30 d'agost 1991               | Reeixit                     | Apogeu: 1000 km |
| August                       | MR-20                            | Professor Zubov, Caribbean   | MO SSSR                                 |                            | MO SSSR                                     | Suborbital                | Aeronomia                                | Dins d'una hora de llançament | Reeixit                     | Apogeu: 250 km |
| August                       | MR-20                            | Professor Zubov, Caribbean   | MO SSSR                                 |                            | MO SSSR                                     | Suborbital                | Aeronomia                                | Dins d'una hora de llançament | Reeixit                     | Apogeu: 250 km |
| August                       | MR-20                            | Professor Zubov, Caribbean   | MO SSSR                                 |                            | MO SSSR                                     | Suborbital                | Aeronomia                                | Dins d'una hora de llançament | Reeixit                     | Apogeu: 250 km |
| August                       | MR-20                            | Professor Zubov, Caribbean   | MO SSSR                                 |                            | MO SSSR                                     | Suborbital                | Aeronomia                                | Dins d'una hora de llançament | Reeixit                     | Apogeu: 250 km |
| 3 de setembre                | Minuteman III                    | LF-04, Vandenberg AFB        | Força Aèria dels Estats Units d'Amèrica | GT-145GM                   | Força Aèria dels Estats Units d'Amèrica     | Suborbital                | Vol de proves operacional                | 3 de setembre 1991            | Reeixit                     | Apogeu: 1300 km |
| 4 de setembre, 05:50 UTC     | Talos-Castor                     | Barking Sands                | Sandia                                  |                            | Sandia                                      | Suborbital                | Emissió de pols de tungstè               | 4 de setembre 1991            | Reeixit                     | Apogeu: 330 km |
| 6 de setembre, 21:50 UTC     | Black Brant 8C                   | White Sands                  | NASA                                    |                            | NASA                                        | Suborbital                | Investigació de plasma                   | 6 de setembre 1991            | Reeixit                     | Apogeu: 148 km |
| 12 de setembre, 05:41 UTC    | Talos-Castor                     | Barking Sands                | Sandia                                  |                            | Sandia                                      | Suborbital                | Objectiu                                 | 12 de setembre 1991           | Reeixit                     | Apogeu: 330 km |
| 12 de setembre, 12:45 UTC    | R-36MU                           | Baikonur                     | RVSN                                    |                            | RVSN                                        | Suborbital                | Vol de proves operacional                | 12 de setembre 1991           | Reeixit                     | Apogeu: 1000 km |
| 12 de setembre, 23:11:04 UTC | Transbordador espacial Discovery | LC-39A, Kennedy              | USA                                     | STS-48                     | NASA                                        | LEO                       | Vol orbital tripulat                     | 18 de setembre 1991           | Reeixit                     | |
| 12 de setembre, 23:11:04 UTC | Transbordador espacial Discovery | LC-39A, Kennedy              | USA                                     | UARS                       | NASA                                        | LEO                       | Investigació atmosfèrica                 | 23 de setembre 2011           | Reeixit                     | |
| 13 de setembre, 17:51:02 UTC | Proton-K/DM-2                    | LC-81/23, Baikonur           | RVSN                                    | Kosmos 2155 (Prognoz)      | MOM                                         | GSO                       | Defensa de míssils                       | Encara en òrbita              | Reeixit fins ara            | |
| 15 de setembre, 23:00 UTC    | TR-1A                            | LA-T, Tanegashima            | NASDA                                   |                            | NASDA                                       | Suborbital                | Investigació de microgravetat            | 15 de setembre 1991           | Reeixit                     | Apogeu: 270 km |
| 17 de setembre, 10:20 UTC    | R-36M2                           | Baikonur                     | RVSN                                    |                            | RVSN                                        | Suborbital                | Vol de proves                            | 17 de setembre 1991           | Reeixit                     | Apogeu: 1000 km |
| 17 de setembre, 20:01:59 UTC | Molniya-M                        | LC-43/4, Plesetsk            | RVSN                                    | Molniya-3-48L              | MOM                                         | Molnia                    | Comsat                                   | Encara en òrbita              | Reeixit fins ara            | |
| 17 de setembre, 23:43 UTC    | Nike-Orion                       | Andøya                       | DLR                                     | TURBO-METAL                | DLR                                         | Suborbital                | Aeronomia                                | 17 de setembre 1991           | Reeixit                     | Apogeu: 140 km |
| 17 de setembre               | Peacekeeper                      | LF-02, Vandenberg AFB        | Força Aèria dels Estats Units d'Amèrica |                            | Força Aèria dels Estats Units d'Amèrica     | Suborbital                | Vol de proves operacional                | 17 de setembre 1991           | Reeixit                     | Apogeu: 1000 km |
| 19 de setembre, 16:20 UTC    | Soiuz-U                          | LC-43/3, Plesetsk            | RVSN                                    | Kosmos 2156 (Yantar-4K2)   | MOM                                         | LEO                       | Satèl·lit de reconeixement               | 17 de novembre 1991           | Reeixit                     | |
| 20 de setembre, 20:48 UTC    | Nike-Orion                       | Andøya                       | DLR                                     | TURBO-METAL                | DLR                                         | Suborbital                | Aeronomia                                | 20 de setembre 1991           | Reeixit                     | Apogeu: 140 km |
| 20 de setembre, 22:40 UTC    | Nike-Orion                       | Andøya                       | DLR                                     | TURBO-METAL                | DLR                                         | Suborbital                | Aeronomia                                | 20 de setembre 1991           | Reeixit                     | Apogeu: 140 km |
| 26 de setembre, 23:43:00 UTC | Ariane 4 (44P)                   | ELA-2, CSG                   | Arianespace                             | Anik E1                    | Telesat                                     | GSO                       | Comsat                                   | Encara en òrbita              | Reeixit fins ara            | |
| 28 de setembre, 07:05 UTC    | Tsyklon-3                        | Plesetsk                     | RVSN                                    | Kosmos 2157 (Strela-3)     | MO SSSR                                     | LEO                       | Comsat                                   | Encara en òrbita              | Reeixit fins ara            | |
| 28 de setembre, 07:05 UTC    | Tsyklon-3                        | Plesetsk                     | RVSN                                    | Kosmos 2158 (Strela-3)     | MO SSSR                                     | LEO                       | Comsat                                   | Encara en òrbita              | Reeixit fins ara            | |
| 28 de setembre, 07:05 UTC    | Tsyklon-3                        | Plesetsk                     | RVSN                                    | Kosmos 2159 (Strela-3)     | MO SSSR                                     | LEO                       | Comsat                                   | Encara en òrbita              | Reeixit fins ara            | |
| 28 de setembre, 07:05 UTC    | Tsyklon-3                        | Plesetsk                     | RVSN                                    | Kosmos 2160 (Strela-3)     | MO SSSR                                     | LEO                       | Comsat                                   | Encara en òrbita              | Reeixit fins ara            | |
| 28 de setembre, 07:05 UTC    | Tsyklon-3                        | Plesetsk                     | RVSN                                    | Kosmos 2161 (Strela-3)     | MO SSSR                                     | LEO                       | Comsat                                   | Encara en òrbita              | Reeixit fins ara            | |
| 28 de setembre, 07:05 UTC    | Tsyklon-3                        | Plesetsk                     | RVSN                                    | Kosmos 2162 (Strela-3)     | MO SSSR                                     | LEO                       | Comsat                                   | Encara en òrbita              | Reeixit fins ara            | |
| 30 de setembre, 20:55:15 UTC | Nike-Orion                       | Andøya                       | DLR                                     | TURBO-METAL                | DLR                                         | Suborbital                | Aeronomia                                | 30 de setembre 1991           | Reeixit                     | Apogeu: 140 km |
| September                    | MR-20                            | Professor Zubov, Caribbean   | MO SSSR                                 |                            | MO SSSR                                     | Suborbital                | Aeronomia                                | Dins d'una hora de llançament | Reeixit                     | Apogeu: 250 km |
| September                    | MR-20                            | Professor Zubov, Caribbean   | MO SSSR                                 |                            | MO SSSR                                     | Suborbital                | Aeronomia                                | Dins d'una hora de llançament | Reeixit                     | Apogeu: 250 km |
| September                    | MR-20                            | Professor Zubov, Caribbean   | MO SSSR                                 |                            | MO SSSR                                     | Suborbital                | Aeronomia                                | Dins d'una hora de llançament | Reeixit                     | Apogeu: 250 km |
| September                    | MR-20                            | Professor Zubov, Caribbean   | MO SSSR                                 |                            | MO SSSR                                     | Suborbital                | Aeronomia                                | Dins d'una hora de llançament | Reeixit                     | Apogeu: 250 km |
| 2 d'octubre, 05:59:38 UTC    | Soiuz-U2                         | LC-1/5, Baikonur             | RVSN                                    | Soiuz TM-13                | MOM                                         | LEO, acoblat al Mir       | Vol orbital tripulat                     | 25 de març 1992               | Reeixit                     | Últim vol espacial tripulat soviètic |
| 2 d'octubre, 15:50 UTC       | Topol'                           | Plesetsk                     | RVSN                                    |                            | RVSN                                        | Suborbital                | Vol de proves                            | 2 d'octubre 1991              | Reeixit                     | Apogeu: 1000 km |
| 3 d'octubre, 22:27:30 UTC    | Nike-Orion                       | Andøya                       | DLR                                     | TURBO-METAL                | DLR                                         | Suborbital                | Aeronomia                                | 3 d'octubre 1991              | Reeixit                     | Apogeu: 140 km |
| 4 d'octubre, 00:08 UTC       | Nike-Orion                       | Andøya                       | DLR                                     | TURBO-METAL                | DLR                                         | Suborbital                | Aeronomia                                | 4 d'octubre 1991              | Reeixit                     | Apogeu: 140 km |
| 4 d'octubre, 18:10:00 UTC    | Soiuz-U                          | LC-43/4, Plesetsk            | RVSN                                    | Foton-4                    | MOM                                         | LEO                       | Investigació biològica                   | 20 d'octubre 1991             | Reeixit                     | |
| 9 d'octubre, 13:15 UTC       | Soiuz-U2                         | LC-1/5, Baikonur             | RVSN                                    | Kosmos 2163 (Ortlets)      | MOM                                         | LEO                       | Satèl·lit de reconeixement               | 7 de desembre 1991            | Reeixit                     | |
| 10 d'octubre, 11:05 UTC      | R-36M2                           | Baikonur                     | RVSN                                    |                            | RVSN                                        | Suborbital                | Vol de proves                            | 10 d'octubre 1991             | Reeixit                     | Apogeu: 1000 km |
| 10 d'octubre, 14:00 UTC      | Kosmos-3M                        | LC-132/1, Plesetsk           | RVSN                                    | Kosmos 2164 (Taifun-1)     | MO SSSR                                     | LEO                       | Calibratge                               | 12 de desembre 1992           | Reeixit                     | |
| 14 d'octubre, 10:17:20 UTC   | Aries                            | LC-20, Cape Canaveral        | BMDO                                    |                            | BMDO                                        | Suborbital                | Objectiu                                 | 14 d'octubre 1991             | Reeixit                     | Apogeu: 320 km |
| 17 d'octubre, 00:05:25 UTC   | Soiuz-U2                         | LC-1/5, Baikonur             | RVSN                                    | Progress M-10              | MOM                                         | LEO, acoblat al Mir       | Reabastiment del Mir                     | 20 de gener 1992              | Reeixit                     | |
| 23 d'octubre, 15:25:00 UTC   | Proton-K/DM-2                    | LC-200/39, Baikonur          | RVSN                                    | Gorizont-24                | MOM                                         | GSO                       | Comsat                                   | Encara en òrbita              | Reeixit fins ara            | |
| 29 d'octubre, 23:08:08 UTC   | Ariane 4 (44L)                   | ELA-2, CSG                   | Arianespace                             | Intelsat 601               | Intelsat                                    | GSO                       | Comsat                                   | Encara en òrbita              | Reeixit fins ara            | |
| 30 d'octubre                 | Jericho I                        | Negev Desert                 | IDF                                     |                            | IDF                                         | Suborbital                | Vol de proves operacional                | 30 d'octubre 1991             | Reeixit                     | Apogeu: 100 km |
| October                      | MR-20                            | Professor Zubov, Caribbean   | MO SSSR                                 |                            | MO SSSR                                     | Suborbital                | Aeronomia                                | Dins d'una hora de llançament | Reeixit                     | Apogeu: 250 km |
| October                      | MR-20                            | Professor Zubov, Caribbean   | MO SSSR                                 |                            | MO SSSR                                     | Suborbital                | Aeronomia                                | Dins d'una hora de llançament | Reeixit                     | Apogeu: 250 km |
| October                      | MR-20                            | Professor Zubov, Caribbean   | MO SSSR                                 |                            | MO SSSR                                     | Suborbital                | Aeronomia                                | Dins d'una hora de llançament | Reeixit                     | Apogeu: 250 km |
| October                      | MR-20                            | Professor Zubov, Caribbean   | MO SSSR                                 |                            | MO SSSR                                     | Suborbital                | Aeronomia                                | Dins d'una hora de llançament | Reeixit                     | Apogeu: 250 km |
| 4 de novembre                | Trident D-5                      | USS Kentucky, ETR            | Marina dels Estats Units d'Amèrica      | DASO-8                     | Marina dels Estats Units d'Amèrica          | Suborbital                | Vol de proves operacional                | 4 de novembre 1991            |                             | Apogeu: 1000 km |
| 8 de novembre, 07:07 UTC     | Titan IVA (403A)                 | SLC-4E, Vandenberg AFB       | Força Aèria dels Estats Units d'Amèrica | USA-72 (SLDCOM-2)          | US NRO                                      | MEO                       | Comsat                                   | Encara en òrbita              | Reeixit fins ara            | |
| 8 de novembre, 07:07 UTC     | Titan IVA (403A)                 | SLC-4E, Vandenberg AFB       | Força Aèria dels Estats Units d'Amèrica | USA-74 (NOSS-2-2-A)        | US NRO                                      | LEO                       | Reconeixement naval                      | Encara en òrbita              | Reeixit fins ara            | |
| 8 de novembre, 07:07 UTC     | Titan IVA (403A)                 | SLC-4E, Vandenberg AFB       | Força Aèria dels Estats Units d'Amèrica | USA-76 (NOSS-2-2-B)        | US NRO                                      | LEO                       | Reconeixement naval                      | Encara en òrbita              | Reeixit fins ara            | |
| 8 de novembre, 07:07 UTC     | Titan IVA (403A)                 | SLC-4E, Vandenberg AFB       | Força Aèria dels Estats Units d'Amèrica | USA-77 (NOSS-2-2-C)        | US NRO                                      | LEO                       | Reconeixement naval                      | Encara en òrbita              | Reeixit fins ara            | |
| 11 de novembre, 10:19 UTC    | Minuteman III                    | LF-09, Vandenberg AFB        | Força Aèria dels Estats Units d'Amèrica | GT-146GM                   | Força Aèria dels Estats Units d'Amèrica     | Suborbital                | Vol de proves operacional                | 11 de novembre 1991           | Reeixit                     | Apogeu: 1300 km |
| 11 de novembre               | Trident D-5                      | USS Pennsylvania, ETR        | Marina dels Estats Units d'Amèrica      | CET                        | Marina dels Estats Units d'Amèrica          | Suborbital                | Vol de proves operacional                | 11 de novembre 1991           |                             | Apogeu: 1000 km |
| 11 de novembre               | Trident D-5                      | USS Pennsylvania, ETR        | Marina dels Estats Units d'Amèrica      | CET                        | Marina dels Estats Units d'Amèrica          | Suborbital                | Vol de proves operacional                | 11 de novembre 1991           |                             | Apogeu: 1000 km |
| 11 de novembre               | Trident D-5                      | USS Pennsylvania, ETR        | Marina dels Estats Units d'Amèrica      | CET                        | Marina dels Estats Units d'Amèrica          | Suborbital                | Vol de proves operacional                | 11 de novembre 1991           |                             | Apogeu: 1000 km |
| 11 de novembre               | Trident D-5                      | USS Pennsylvania, ETR        | Marina dels Estats Units d'Amèrica      | CET                        | Marina dels Estats Units d'Amèrica          | Suborbital                | Vol de proves operacional                | 11 de novembre 1991           |                             | Apogeu: 1000 km |
| 12 de novembre, 20:09 UTC    | Tsyklon-3                        | Plesetsk                     | RVSN                                    | Kosmos 2165 (Strela-3)     | MO SSSR                                     | LEO                       | Comsat                                   | Encara en òrbita              | Reeixit fins ara            | |
| 12 de novembre, 20:09 UTC    | Tsyklon-3                        | Plesetsk                     | RVSN                                    | Kosmos 2166 (Strela-3)     | MO SSSR                                     | LEO                       | Comsat                                   | Encara en òrbita              | Reeixit fins ara            | |
| 12 de novembre, 20:09 UTC    | Tsyklon-3                        | Plesetsk                     | RVSN                                    | Kosmos 2167 (Strela-3)     | MO SSSR                                     | LEO                       | Comsat                                   | Encara en òrbita              | Reeixit fins ara            | |
| 12 de novembre, 20:09 UTC    | Tsyklon-3                        | Plesetsk                     | RVSN                                    | Kosmos 2168 (Strela-3)     | MO SSSR                                     | LEO                       | Comsat                                   | Encara en òrbita              | Reeixit fins ara            | |
| 12 de novembre, 20:09 UTC    | Tsyklon-3                        | Plesetsk                     | RVSN                                    | Kosmos 2169 (Strela-3)     | MO SSSR                                     | LEO                       | Comsat                                   | Encara en òrbita              | Reeixit fins ara            | |
| 12 de novembre, 20:09 UTC    | Tsyklon-3                        | Plesetsk                     | RVSN                                    | Kosmos 2170 (Strela-3)     | MO SSSR                                     | LEO                       | Comsat                                   | Encara en òrbita              | Reeixit fins ara            | |
| 16 de novembre, 15:30 UTC    | Black Brant 9CM1                 | LC-36, White Sands           | SSI                                     | CONSORT-4                  | SSI                                         | Suborbital                | Investigació de microgravetat            | 16 de novembre 1991           | Reeixit                     | Apogeu: 298 km |
| 20 de novembre, 08:05 UTC    | R-36M2                           | Baikonur                     | RVSN                                    |                            | RVSN                                        | Suborbital                | Vol de proves operacional                | 20 de novembre 1991           | Reeixit                     | Apogeu: 1000 km |
| 20 de novembre, 19:15 UTC    | Soiuz-U                          | LC-43/3, Plesetsk            | RVSN                                    | Kosmos 2171 (Yantar-4K2)   | MOM                                         | LEO                       | Satèl·lit de reconeixement               | 17 de gener 1992              | Reeixit                     | |
| 22 de novembre, 13:27:00 UTC | Proton-K/DM-2                    | LC-81/23, Baikonur           | RVSN                                    | Kosmos 2172 (Potok)        | MOM                                         | GSO                       | Comsat                                   | Encara en òrbita              | Reeixit fins ara            | |
| 23 de novembre, 09:40 UTC    | Skylark 7                        | LA-S, Esrange                | MBB                                     | TEXUS-28                   | MBB                                         | Suborbital                | Investigació de microgravetat            | 23 de novembre 1991           | Reeixit                     | Apogeu: 239 km |
| 24 de novembre, 23:44:00 UTC | Transbordador espacial Atlantis  | LC-39A, Kennedy              | USA                                     | STS-44                     | NASA                                        | LEO                       | Vol orbital tripulat                     | 1 de desembre 1991            | Reeixit                     | |
| 24 de novembre, 23:44:00 UTC | Transbordador espacial Atlantis  | LC-39A, Kennedy              | USA                                     | DSP-16                     | Força Aèria dels Estats Units d'Amèrica     | LEO                       | Defensa de míssils                       | Encara en òrbita              | Reeixit fins ara            | |
| 26 de novembre, 02:30 UTC    | UR-100NU                         | Baikonur                     | RVSN                                    |                            | RVSN                                        | Suborbital                | Vol de proves                            | 26 de novembre 1991           | Reeixit                     | Apogeu: 1000 km |
| 27 de novembre, 03:30:26 UTC | Kosmos-3M                        | LC-133/3, Plesetsk           | RVSN                                    | Kosmos 2173 (Parus)        | MO SSSR                                     | LEO                       | Navegació                                | Encara en òrbita              | Reeixit fins ara            | |
| 28 de novembre, 07:10 UTC    | R-36M2                           | Baikonur                     | RVSN                                    |                            | RVSN                                        | Suborbital                | Vol de proves operacional                | 28 de novembre 1991           | Reeixit                     | Apogeu: 1000 km |
| 28 de novembre, 13:23 UTC    | Atlas-E                          | SLC-3W, Vandenberg AFB       | Força Aèria dels Estats Units d'Amèrica | USA-73 (DMSP-11)           | Força Aèria dels Estats Units d'Amèrica     | LEO (SSO)                 | Satèl·lit meteorològic                   | Encara en òrbita              | Reeixit fins ara            | |
| 6 de desembre, 00:54 UTC     | Taurus-Nike-Tomahawk             | Wallops Island               | NASA                                    | RED AIR 2                  | NASA                                        | Suborbital                | Investigació de plasma                   | 6 de desembre 1991            | Reeixit                     | Apogeu: 346 km |
| 6 de desembre, 01:19 UTC     | Taurus-Nike-Tomahawk             | Wallops Island               | NASA                                    | RED AIR 2                  | NASA                                        | Suborbital                | Investigació de plasma                   | 6 de desembre 1991            | Reeixit                     | Apogeu: 346 km |
| 7 de desembre, 22:47 UTC     | Atlas II                         | LC-36B, Cape Canaveral       | General Dynamics                        | Eutelsat 2F3               | Eutelsat                                    | GSO                       | Comsat                                   | Encara en òrbita              | Reeixit fins ara            | |
| 16 de desembre, 23:19:48 UTC | Ariane 4 (44L)                   | ELA-2, CSG                   | Arianespace                             | Inmarsat 2F3               | Inmarsat                                    | GSO                       | Comsat                                   | Encara en òrbita              | Reeixit fins ara            | |
| 16 de desembre, 23:19:48 UTC | Ariane 4 (44L)                   | ELA-2, CSG                   | Arianespace                             | Télécom 2A                 | France Télécom                              | GSO                       | Comsat                                   | Encara en òrbita              | Reeixit fins ara            | |
| 17 de desembre, 11:00 UTC    | Soiuz-U                          | LC-31/6, Baikonur            | RVSN                                    | Kosmos 2174 (Yantar-1KFT)  | MOM                                         | LEO                       | Satèl·lit de reconeixement               | 30 de gener 1992              | Reeixit                     | |
| 18 de desembre, 03:54:00 UTC | Tsyklon-3                        | Plesetsk                     | RVSN                                    | Interkosmos-25             | MOM                                         | MEO                       | Investigació de plasma                   | Encara en òrbita              | Reeixit fins ara            | |
| 18 de desembre, 03:54:00 UTC | Tsyklon-3                        | Plesetsk                     | RVSN                                    | Maigon-3                   |                                             | MEO                       | Investigació de la magnetosfera          | Encara en òrbita              | Reeixit fins ara            | Llançat des del Interkosmos-25 el 28 de desembre 1991                                                                                        |
| 19 de desembre, 11:41:00 UTC | Proton-K/DM-2                    | LC-81/23, Baikonur           | RVSN                                    | Raduga-28                  | MOM                                         | GSO                       | Comsat                                   | Encara en òrbita              | Reeixit fins ara            | Últim llançament orbital soviètic |
| 20 de desembre, 21:31 UTC    | Rókot                            | LC-175, Baikonur             | RVSN                                    |                            | RVSN                                        | Suborbital                | Vol de proves                            | 20 de desembre 1991           | Reeixit                     | Apogeu: 1000 km |
| 28 de desembre, 12:00 UTC    | Llarga Marxa 3                   | LC-1, XSLC                   | CALT                                    | Chinasat-4                 | Chinasat                                    | Destinat:GEO Assolit: GTO | Comsat                                   | Encara en òrbita              | Error                       | Va fallar la ignició de la 3a etapa |
| December                     | Volna                            | Kalmar class submarine       | VMF                                     |                            | VMF                                         | Suborbital                | Vol de proves operacional                | Dins d'una hora de llançament | Reeixit                     | Apogeu: 1000 km |
| December                     | Zyb                              | Submarine                    | VMF                                     | Sprint                     | VMF                                         | Suborbital                | Demostració de tecnologia                | Dins d'una hora de llançament | Reeixit                     | Apogeu: 500 km |

## Encontres espacials
| Data (GMT)   | Nau espacial | Esdeveniment            | Comentaris                |
| ------------ | ------------ | ----------------------- | ------------------------- |
| 29 d'octubre | Galileo      | Sobrevol del 951 Gaspra | Apropament màxim: 1600 km |

## EVAs
| Inici Data/Hora    | Duració           | Hora Finalització | Nau espacial                           | Tripulació                                                                | Comentaris |
| ------------------ | ----------------- | ----------------- | -------------------------------------- | ------------------------------------------------------------------------- | --- |
| 7 de gener 17:03   | 5 hores 18 minuts | 22:21             | Mir EO-8                               | Unió Soviètica - Viktor Afanasyev · Unió Soviètica - Musa Manarov         | Reparat amb èxit l'escotilla danyada en la cambra d'aire del Kvant-2 i també es va col·loca l'equip per a la instal·lació en un posterior EVA. |
| 23 de gener 10:59  | 5 hores 33 minuts | 16:32             | Mir EO-8 Kvant-2                       | Unió Soviètica - Viktor Afanasyev · Unió Soviètica - Musa Manarov         | Instal·lat el nou impulsador Stela en el bloc base. |
| 26 de gener 09:00  | 6 hores 20 minuts | 15:20             | Mir EO-8 Kvant-2                       | Unió Soviètica - Viktor Afanasyev · Unió Soviètica - Musa Manarov         | Instal·lats els suports en el Kvant-1 per mantenir els panells solars instal·lats al Kristall. |
| 7 d'abril          | 4 hores 26 minuts |                   | STS-37 Transbordador espacial Atlantis | Estats Units - Jerry L. Ross · Estats Units - Jerome Apt                  | Quan l'antena del satèl·lit GRO no es van estendre, en Ross i en Apt van sortir de la llançadora en un EVA no planificat per estendre-ho per alliberar-lo finalment a l'òrbita |
| 8 d'abril          | 5 hores 47 minuts |                   | STS-37 Atlantis                        | Estats Units - Jerry L. Ross · Estats Units - Jerome Apt                  | Instal·lats i provats diversos tipus eines de mobilitat per a la construcció de la futura estació espacial. |
| 25 d'abril 20:29   | 3 hores 34 minuts | 26 d'abril 00:03  | Mir EO-8 Kvant-2                       | Unió Soviètica - Viktor Afanasyev · Unió Soviètica - Musa Manarov         | Inspeccionat i filmat l'antena Kurs en el Kvant-1, trobant que faltava una de les antenes parabòliques i després es va tornar a instal·lar la càmera en Kvant-2 que va ser retirat i reparat.                                                                                        |
| 24 de juny 21:11   | 4 hores 58 minuts | 25 de juny 02:09  | Mir EO-9 Kvant-2                       | Unió Soviètica - Anatoly Artsebarsky · Unió Soviètica - Serguei Krikaliov | Substituïda l'anetna Kurs danyada en el Kvant-1 i van realitzar proves de muntatge en una junta estructural experimental. |
| 28 de juny 19:02   | 3 hores 24 minuts | 22:26             | Mir EO-9 Kvant-2                       | Unió Soviètica - Anatoly Artsebarsky · Unió Soviètica - Serguei Krikaliov | Es va muntar el TREK, un tipus de detector de raigs còsmics desenvolupat en la Universitat de Califòrnia, a l'exterior del Mir. |
| 15 de juliol 11:45 | 5 hores 56 minuts | 17:41             | Mir EO-9 Kvant-2                       | Unió Soviètica - Anatoly Artsebarsky · Unió Soviètica - Serguei Krikaliov | Es van moure les escales de mà i les parts base de la plataforma per la biga Sofora usant l'Strela des de la cambra d'aire del Kvant-2 i instal·lat al Kvant-1. |
| 19 de juliol 11:10 | 5 hores 28 minuts | 16:38             | Mir EO-9 Kvant-2                       | Unió Soviètica - Anatoly Artsebarsky · Unió Soviètica - Serguei Krikaliov | Es va iniciar la construcció de la biga Sofora mitjançant la instal·lació de tres de 20 peces estructurals. |
| 23 de juliol 09:15 | 5 hores 42 minuts | 14:57             | Mir EO-9 Kvant-2                       | Unió Soviètica - Anatoly Artsebarsky · Unió Soviètica - Serguei Krikaliov | Es continua la construcció de la biga de Sofora mitjançant la instal·lació d'onze bigues més de les 20. |
| 27 de juliol 08:44 | 6 hores 49 minuts | 15:33             | Mir EO-9 Kvant-2                       | Unió Soviètica - Anatoly Artsebarsky · Unió Soviètica - Serguei Krikaliov | Es va completa la construcció de la biga Sofora i es va muntar una petita bandera russa a dalt de tot de l'estructura. Artsebarsky va tenir problemes amb l'entelament a la visera, a causa d'un esforç excessiu, però Krikaliov va ser capaç de portar-lo de nou a la bossa d'aire. |